# قمر

برخی از قمرهای سامانهٔ خورشیدی؛ ۱۹ قمر با جرم کافی برای کروی شدن تعادل هیدرواستاتیکی، داشته‌اند. از این میان تیتان که قمر زحل است دارای اتمسفر است.

قَمَر در اخترشناسی به جسمی آسمانی گفته می‌شود که دور یک جسم آسمانی بزرگ‌تر بگردد. 
قمرها را می‌توان به دو دستهٔ طبیعی و مصنوعی تقسیم‌بندی کرد. قمرهای طبیعی که به‌طور طبیعی ساخته شده‌اند. قمرهای مصنوعی (ماهواره) که بشر برای تحقیق، رصد و ارتباطات، آن‌ها را تولید و به مدار یک سیاره یا یک قمر طبیعی پرتاب می‌کند.
بیشتر سیاره‌های منظومهٔ شمسی، یک یا چند قمر دارند. بیشترین تعداد قمرها در منظومهٔ شمسی متعلق به سیاره‌های گازی است. مریخ دو قمر به نام‌های فوبوس و دیموس دارد. گانمید از قمرهای مشتری و بزرگ‌ترین قمر منظومهٔ شمسی است. مهم‌ترین قمرهای این منظومه عبارتند از ماه (قمر زمین)، قمرهای گالیله‌ای (قمرهای مشتری)، تیتان (قمر زحل) و تریتون (قمر نپتون).

## تعریف قمر

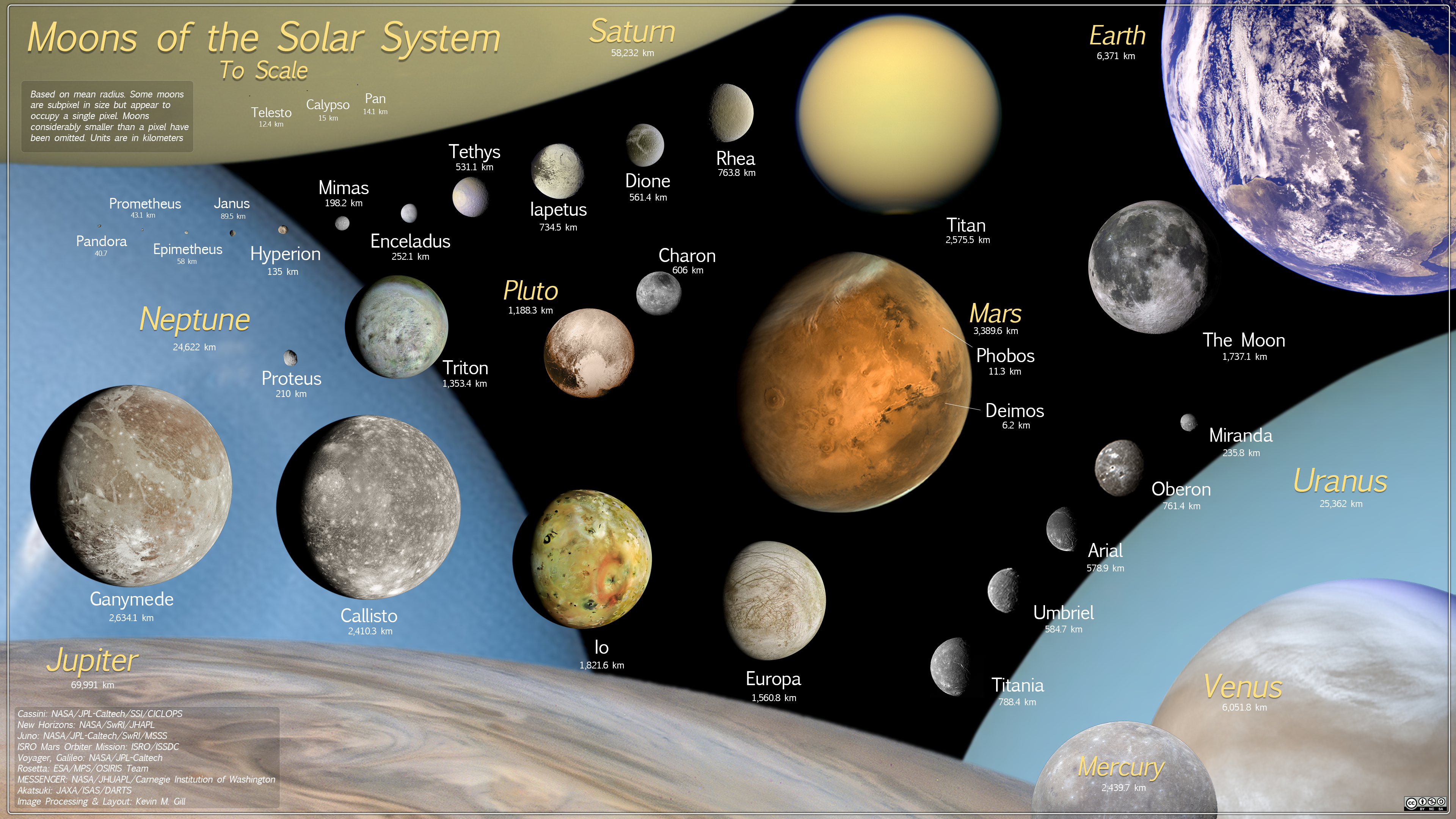
بزرگترین قمرها در سامانه خورشیدی با رعایت مقیاس واقعی برای مقایسه با سیارات والد و سیاره کوتوله شأن

با اینکه واژهٔ «قمر» وام‌واژه‌ای از زبان عربی است. لازم است برای جلوگیری از ابهام، از «قمر» به جای «ماه» استفاده شود، زیرا «ماه» اختصاصاً برای نام بردن از قمرِ مختص به زمین استفاده می‌شود؛ همچنین واژهٔ «ماه» معنای دیگری هم در بخش‌بندی سال دارد. در بسیاری از زبان‌های اروپایی از عبارتی مترادف با «ماهوارهٔ طبیعی» برای اشاره به قمر و از عبارتی مترادف با «ماه» برای اشاره به ماه گاهشماری استفاده می‌شود.
برای آنچه که می‌تواند «قمر» در نظر گرفته شود، حد پایینی در نظر گرفته نشده‌است. معمولاً هر جسم آسمانی طبیعی با مدار مشخصی در اطراف یک سیارهٔ منظومهٔ شمسی، برخی تنها با پهنای یک کیلومتر، یک قمر در نظر گرفته شده‌است، گرچه به یک دهم اندازهٔ آن هم در حلقه‌های زحل، که مستقیماً مشاهده نشده‌اند، در رسانه‌های نجومی ماهک خوانده شده‌اند. ماهواره‌های طبیعی سیارک‌های کوچک، مانند داکتیل را نیز به همین نام نامیده‌اند. حد بالایی نیز مبهم است. دو جسم در مدار گاهی به عنوان یک سیارهٔ دوتایی و نه ماهواره توصیف شده‌اند.

## قمر زمین

ماه در حال چرخش به دور زمین (مشاهده شده توسط رصدخانه آب و هوای اعماق فضا)

ماه تنها قمر طبیعی سیارهٔ زمین با فاصلهٔ متوسط ۳۸۴٬۴۰۲ کیلومتر از آن است که با بازتاب نور خورشید برخی از شب‌های زمین را کمی روشن می‌کند. قطر ماه حدود ۳٬۵۰۰ کیلومتر (در بزرگی پنجمین در منظومهٔ خورشیدی)، و دارای بزرگ‌ترین نسبت بزرگی با سیارهٔ خود در این منظومه است. ماه جو ندارد و سطح آن از برخورد سنگ‌ها آبله‌گون است. ماه تنها کرهٔ خارج از زمین است که انسان‌ها تاکنون بر روی آن گام نهاده‌اند؛ در سال ۱۹۶۹ سازمان ناسا دو تن از فضانوردان خود را به نام‌های نیل آرمسترانگ و باز آلدرین به ماه فرستاد. این دو نخستین کسانی بودند که بر روی کرهٔ ماه قدم نهادند.

## قمرهای مریخ

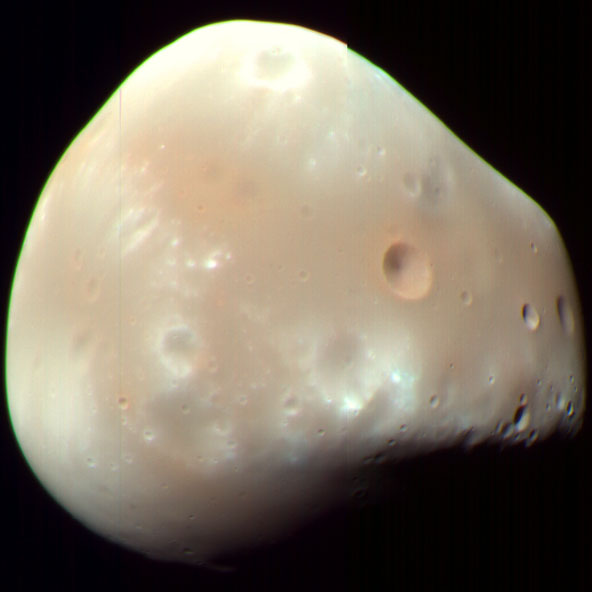
دیموس

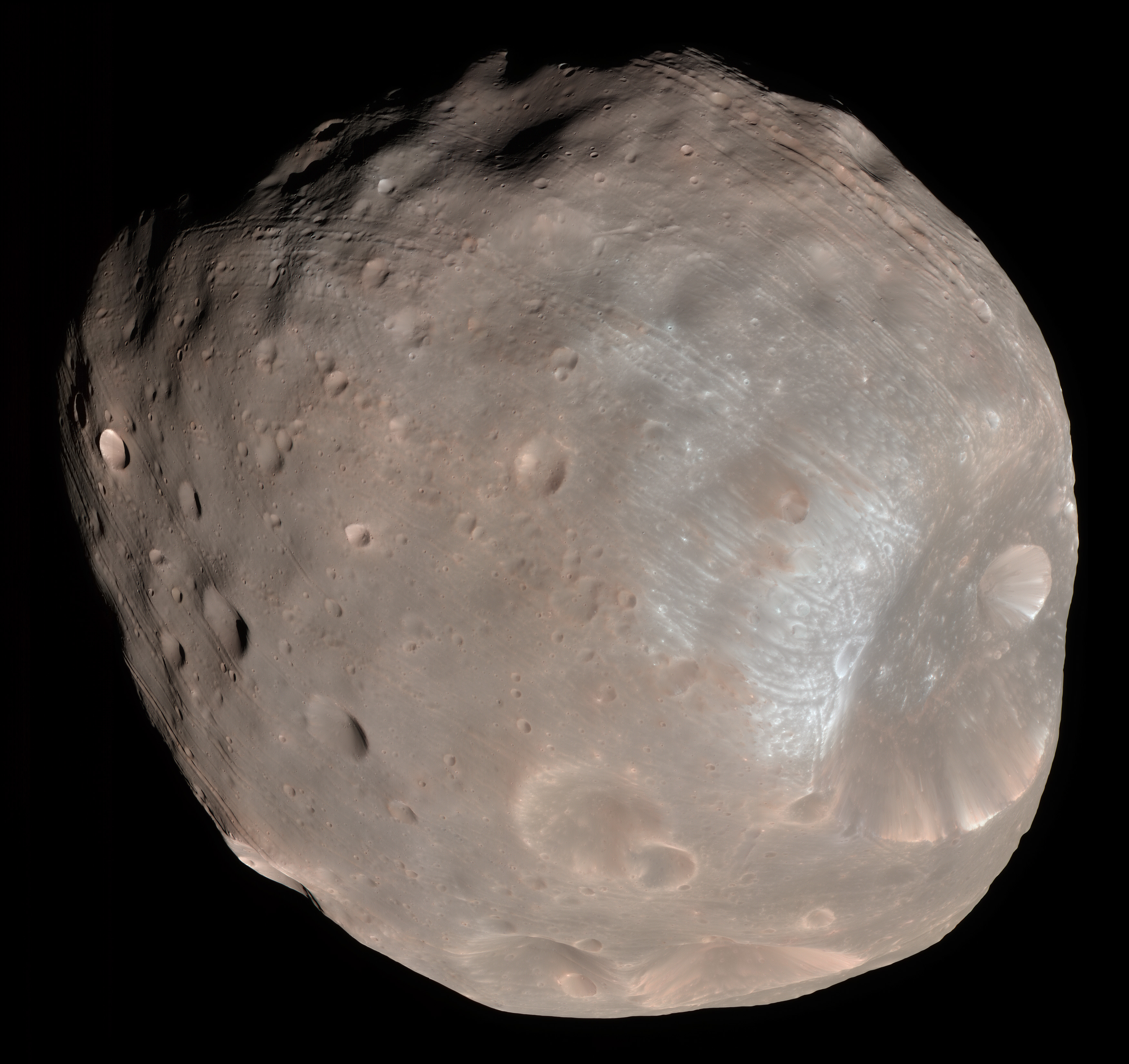
فوبوس

سیارهٔ بهرام یا مریخ دو قمر طبیعی بسیار کوچک دارد که نام آن‌ها فوبوس و دیموس است که استدلال می‌شود که سیارک‌های اسیر شده هستند. آساف هال هر دو قمر را در سال ۱۸۷۷ میلادی کشف کرد.

## قمرهای مشتری
سیارهٔ مشتری ۹۵ قمر شناخته‌شده دارد که ۴ قمر آن: قمرهای گالیله‌ای آیو، گانیمد، اروپا و کالیستو، معروفیت بیشتری دارند.

### قمر آیو

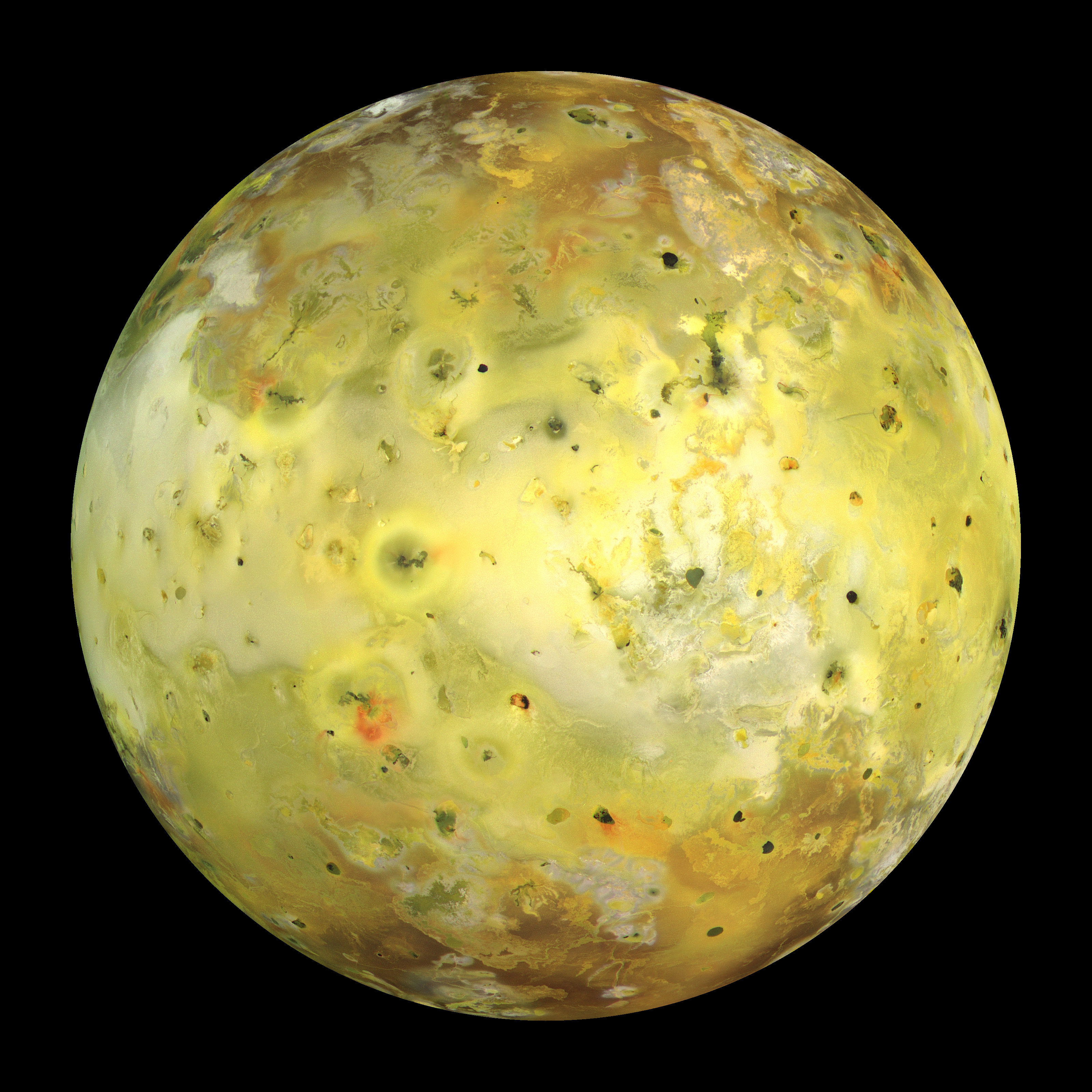
آیو

آیو نام یکی از قمرهای مشتری و یکی از قمرهای گالیله‌ای است. آیو نزدیک‌ترین قمر از قمرهای گالیله‌ای مشتری به آن است، این قمر از نظر اندازه کمی بزرگ‌تر از ماه است و با ۴۰۰ آتشفشان فعال، فعال‌ترین جرم از نظر زمین‌شناختی در منظومهٔ شمسی است. پژوهشگران دریافته‌اند که سطح این قمر به شدت بوی نامطبوعی مانند تخم‌مرغ گندیده می‌دهد که ناشی از انتشار سولفور آهن و ترکیبات گوگردی از آتشفشان‌های سطح این قمر است.

### گانیمید

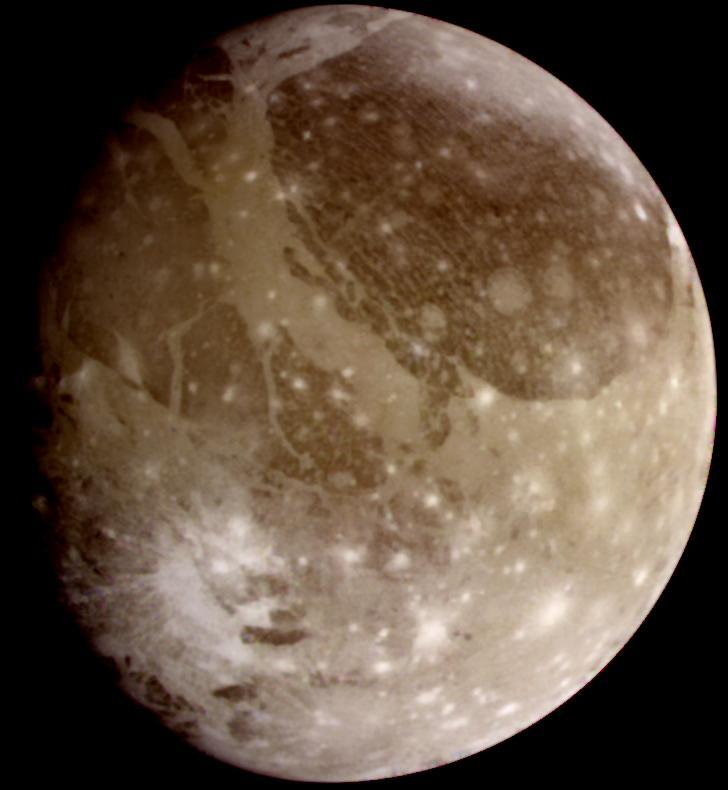
گانیمید

گانیمید یا گانیمد یکی از قمرهای مشتری و بزرگ‌ترین قمر منظومهٔ شمسی با قطری برابر ۵٬۲۷۰ کیلومتر است. از لحاظ قطر بزرگ‌تر از سیارهٔ عطارد و کم‌تر از نصف آن حجم دارد و حجمی سه برابر ماه دارد. این قمر، تنها قمر منظومهٔ شمسی است که یک میدان مغناطیسی قدرتمند دارد که احتمالاً نشان‌دهندهٔ وجود یک هستهٔ رسانا از فلز مایع است.

### اروپا

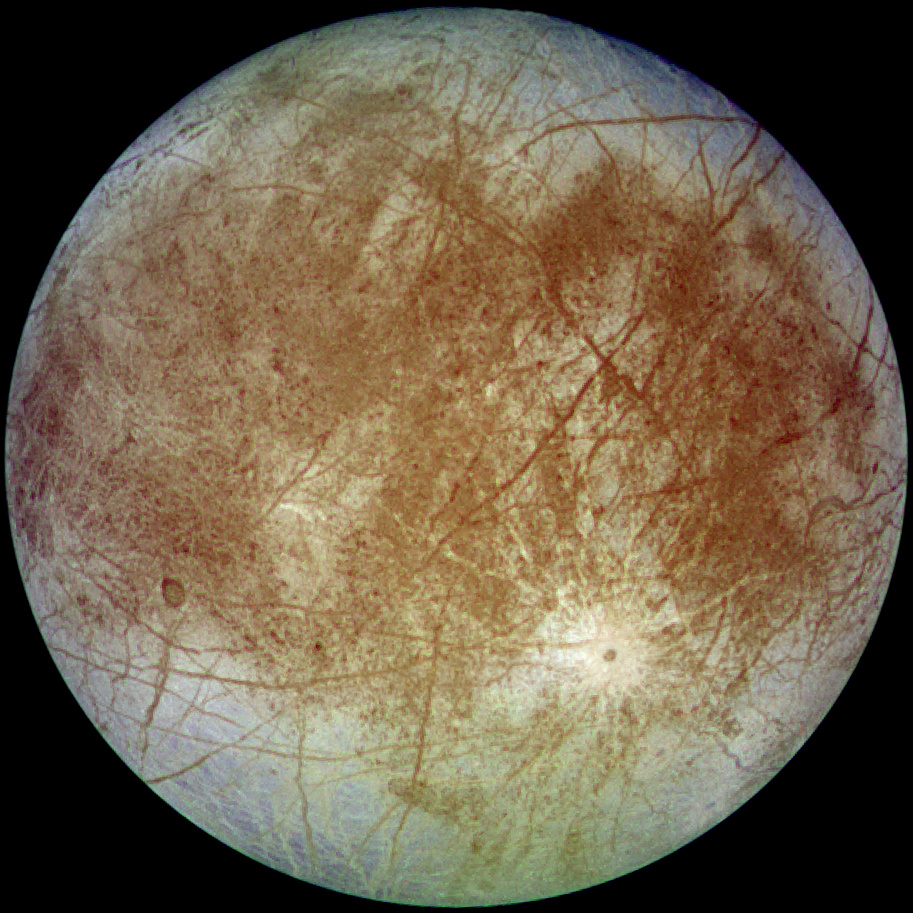
قمر اروپا

اروپا نام یکی از نود و پنج قمر سیارهٔ مشتری است. گالیله این قمر را در سال ۱۶۱۰ میلادی کشف کرد.

### کالیستو

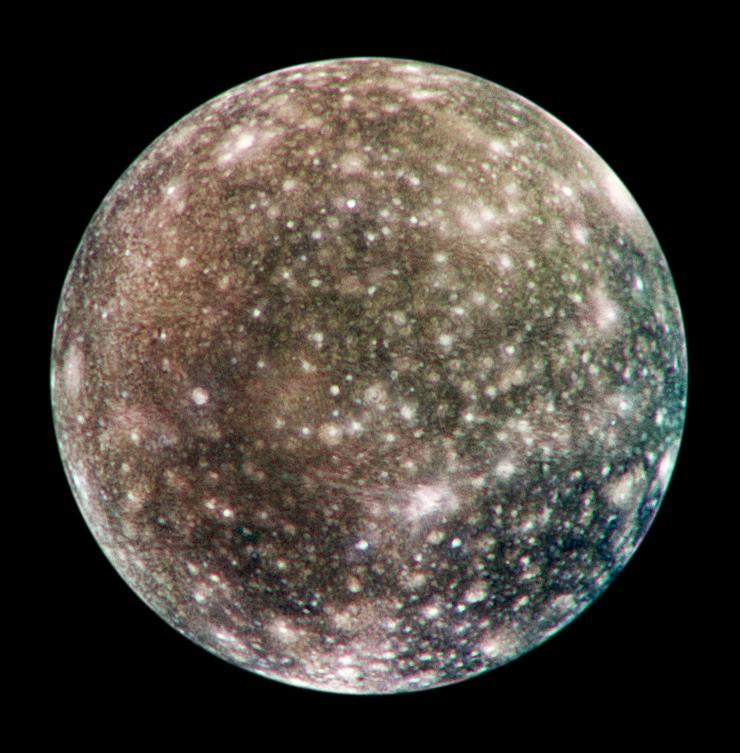
کالیستو

کالیستو یک قمر طبیعی سیارهٔ مشتری است و گالیله آن را در سال ۱۶۱۰ کشف کرد و سومین قمر بزرگ در این منظومه و دومین قمر بزرگ بعد از گانیمد است.

## قمرهای زحل
اخترشناسان معتقدند حلقه‌های زحل جزو قمرهای آن محسوب می‌شوند، چون بر دور این سیاره در حال گردشند. افزون بر حلقه‌ها، زحل دارای ۱۴۶ قمر است که ۲۵ قمر به قطر تقریبی ۱۰ کیلومتر و چندین قمر کوچک‌تر نیز هست. بزرگ‌ترین قمر این سیاره تیتان نام دارد. قطر این قمر ۵٬۱۵۰ کیلومتر است. تیتان یکی از معدود اقمار موجود در منظومهٔ شمسی است که دارای جو است. اتمسفر این قمر حاوی حجم زیادی نیتروژن است. بیشتر قمرهای زحل دارای چاله‌های بزرگی هستند. برای مثال قمر میماس (Mimas) چاله‌ای دارد که یک سوم قطر این قمر را پوشانده‌است. قمر دیگر، لاپتوس (Iapetus)، دارای یک نیمهٔ روشن و یک نیمهٔ تاریک است. نیمهٔ روشن این قمر ۱۰ برابر بیش از نیمهٔ تاریک آن نور را باز می‌تاباند. قمر هایپریون (Hyperion) بیشتر شبیه به یک استوانهٔ چاق است تا یک کره.

## قمرهای اورانوس
اورانوس ۲۷ قمر شناخته شده دارد و دو قمر نخست اورانوس که تیتانیا و ابرونت نام دارند را ویلیام هرشل در سال ۱۷۸۱ میلادی کشف کرد. ویلیام راسل دیگر قمرهای اورانوس یعنی آریل و اومبریل را در ۱۸۵۱ میلادی کشف کرد و در سال ۱۹۴۸ جرارد کوپر میراندا را کشف کرد. ویجر۲ و تلسکوپ‌های بسیار قوی زمینی بقیهٔ قمرها را هم کشف کردند.

## قمرهای نپتون

لیستی از اجرام منظومه شمسی که سیاره نیستند از جمله قمر ها

نپتون ۱۴ قمر شناخته شده دارد. تریتون (Triton) بزرگ‌ترین قمر این سیاره ۲٬۷۰۵ کیلومتر قطر دارد و در فاصلهٔ ۳۵۴٬۷۶۰ کیلومتری سیاره قرار گرفته‌است. این جرم تنها قمر در منظومهٔ شمسی است که برخلاف جهت حرکت سیارهٔ مادرش در چرخش است. تریتون مداری دایره‌شکل دارد و در مدت ۶ روز زمینی یک بار دور سیاره خود می‌چرخد. احتمالاً تریتون زمانی دنباله‌دار بزرگی به دور خورشید بوده و در مقطعی این دنباله‌دار گرفتار گرانش نپتون شده‌است.

## آیا یک قمر می‌تواند برای خود قمری داشته باشد؟
چنین چیزی در منظومهٔ شمسی وجود ندارد، اما احتمال اینکه یک قمر به دور قمر دیگری گردش کند، وجود دارد. با این حال، نیروهای گرانشی نوسانی که از جانب سیاره و قمر مادر اعمال می‌شود، در درازمدت باعث ناپایداری مدار خواهد شد. در مقیاس‌های به اندازهٔ کافی بزرگ، قمر یک قمر می‌تواند میلیون‌ها سال دوام آورد.
برخی از خرده‌سیارک‌های منظومهٔ شمسی قمر دارند. نمونهٔ معروف این خرده‌سیارک‌ها آیدا و قمر آن داکتایل است. همچنین در طول پنجاه سال گذشته، ماه نیز به دفعات صاحب قمرهای کوتاه عمری شده‌است که اغلب آن‌ها ترکیبات آهنی داشتند.